# Jean-Baptiste Jame
Jean-Baptiste, chevalier Jame, né à Chagny le 18 mars 1767 et mort le 19 juin 1833 à Baton Rouge en Louisiane, est un financier français.

## Biographie
Jean-Baptiste Jame est le fils d'un négociant en vins implanté à Chagny, commerce dont il assura la relève par la suite.
Ami et condisciple au collège d'Autun de Joseph Bonaparte, il est fortement lié avec la famille Bonaparte et devient homme d'affaires de Napoléon et l'Intendant à Paris de Joseph et de son épouse Julie Clary.
Nommé receveur général de l'Administration des droits réunis (contributions indirectes), il devient par la suite régent de la Banque de France le 17 octobre 1804.
Il est fait chevalier de l'Empire par lettres patentes du 26 avril 1810.
Le 9 octobre 1810, il épouse à Paris Anne-Geneviève-Caroline Boscary, fille du financier Jean-Marie Boscary et d'Anne Catherine Chol de Clercy. Il est le beau-père de Lucien-Cécile-Louis Lemercier (fils du comte Lemercier), du comte Gustave Gravier de Vergennes et du marquis Louis-Alexandre-Napoléon de Cassagnes de Beaufort de Miramon.
Jean-Baptiste Jame disparaît mystérieusement dans la nuit du 24 au 25 décembre 1813. Selon quelques sources postérieures à sa disparition, il est mort le 19 juin 1833 à Baton Rouge en Louisiane.

### Sources
- Romuald Szramkiewicz, Les Régents et censeurs de la Banque de France: nommés sous le Consulat et l'Empire, 1974.